# Унал, Мехмет Надир
Мехмет Надир Унал (тур. Mehmet Nadir Ünal; род. 13 января 1993, Адана) — турецкий боксёр, представитель полутяжёлой весовой категории. Выступал за сборную Турции по боксу в середине 2010-х годов, победитель и призёр многих турниров международного значения, участник летних Олимпийских игр в Рио-де-Жанейро.

## Биография
Мехмет Надир Унал родился 13 января 1993 года в городе Адана, Турция. Впоследствии вместе с семьёй переехал на постоянное жительство в город Конья, где в возрасте четырнадцати лет начал заниматься боксом. Позже проходил подготовку в боксёрском клубе «Фенербахче» в Стамбуле.

### Любительская карьера
На раннем этапе карьеры проявил себя в кикбоксинге, в частности в 2012 году стал бронзовым призёром домашнего чемпионата Европы в Анкаре по версии WAKO. Затем, однако, больше сконцентрировался на боксе.
В 2014 году в зачёте полутяжёлого веса завоевал серебряную медаль на чемпионате Турции по боксу. Попав в состав турецкой национальной сборной, получил бронзовую медаль на Кубке губернатора в Санкт-Петербурге, проиграв в полуфинале россиянину Гамзату Газалиеву, выиграл бронзовую медаль на международном турнире «Таммер» в Тампере, одержал победу на Мемориале Лешека Дрогоша в Кельце, взял бронзу на домашнем международном турнире «Ахмет Джёмерт» в Стамбуле, выступил на чемпионате Европейского союза в Софии.
Выступал в матчевых встречах лиги World Series of Boxing, где представлял команду «Турецкие завоеватели». Благодаря череде удачных выступлений удостоился права защищать честь страны на летних Олимпийских играх 2016 года в Рио-де-Жанейро, однако уже в 1/8 финала категории до 81 кг единогласным решением судей потерпел поражение от кубинца Хулио Сесара ла Круса, который в итоге и стал победителем этого олимпийского турнира.
В 2018 году Унал выступил на Кубке химии в Галле, где уже на предварительном этапе полутяжёлого веса был остановлен российским боксёром Павлом Силягиным.

### Профессиональная карьера
На июнь 2019 года запланирован дебют в профессиональном боксе.